# Center City
Center City är huvudorten i Chisago County i delstaten Minnesota, USA. Invånarantalet var 582 vid folkräkningen 2000. Center City är administrativ huvudort (county seat) i Chinsago county. 
Vilhelm Mobergs Utvandrarepos utspelar sig i trakterna kring Center City och Chisago County. U.S. Route 8 är huvudleden genom orten.